# Grund (Luxemburg)
Grund (Luxemburgs: Gronn) is een stadsdeel van Luxemburg in het midden van Luxemburg. In 2011 woonden er 784 mensen in het stadsdeel, waarvan een derde de Luxemburgse nationaliteit had. In de wijk vloeit de Pétrusse in de rivier Alzette. De wijk ligt ten opzichte van de Oberstadt enkele tientallen meters lager. Door middel van een lift is er een snelle verbinding tussen beide wijken gerealiseerd.
Grund maakt deel uit van de oude wijken van Luxemburg die door de UNESCO zijn aangewezen als werelderfgoed. Daarnaast zijn diverse gebouwen door de Luxemburgse overheid aangewezen als beschermd erfgoed, zoals het Nationaal natuurhistorisch Museum, de Gräinskapell en de Sint-Janskerk Luxemburg-Grund.

## Galerij

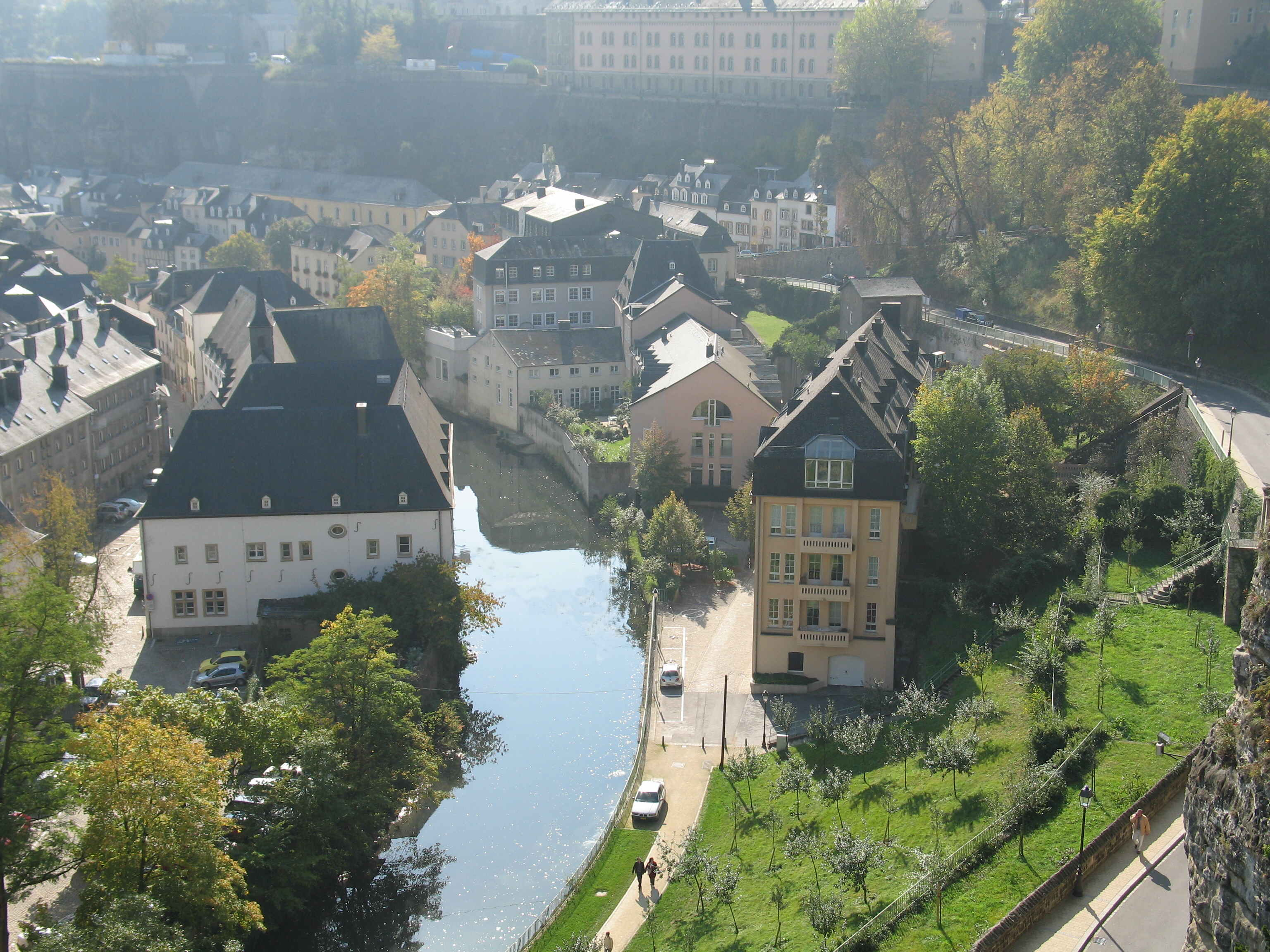
Zicht op Grund vanaf Corniche
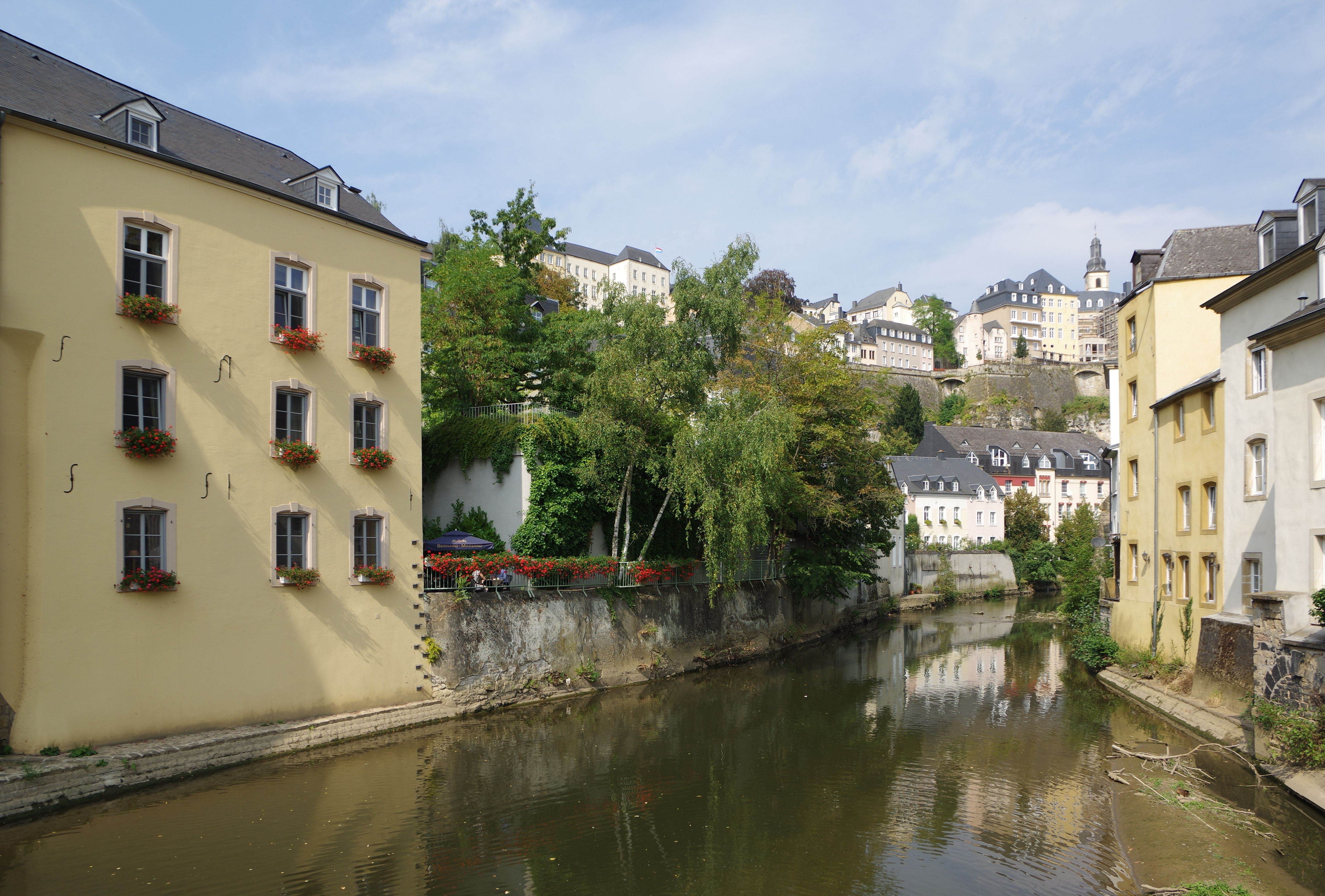
De Alzette
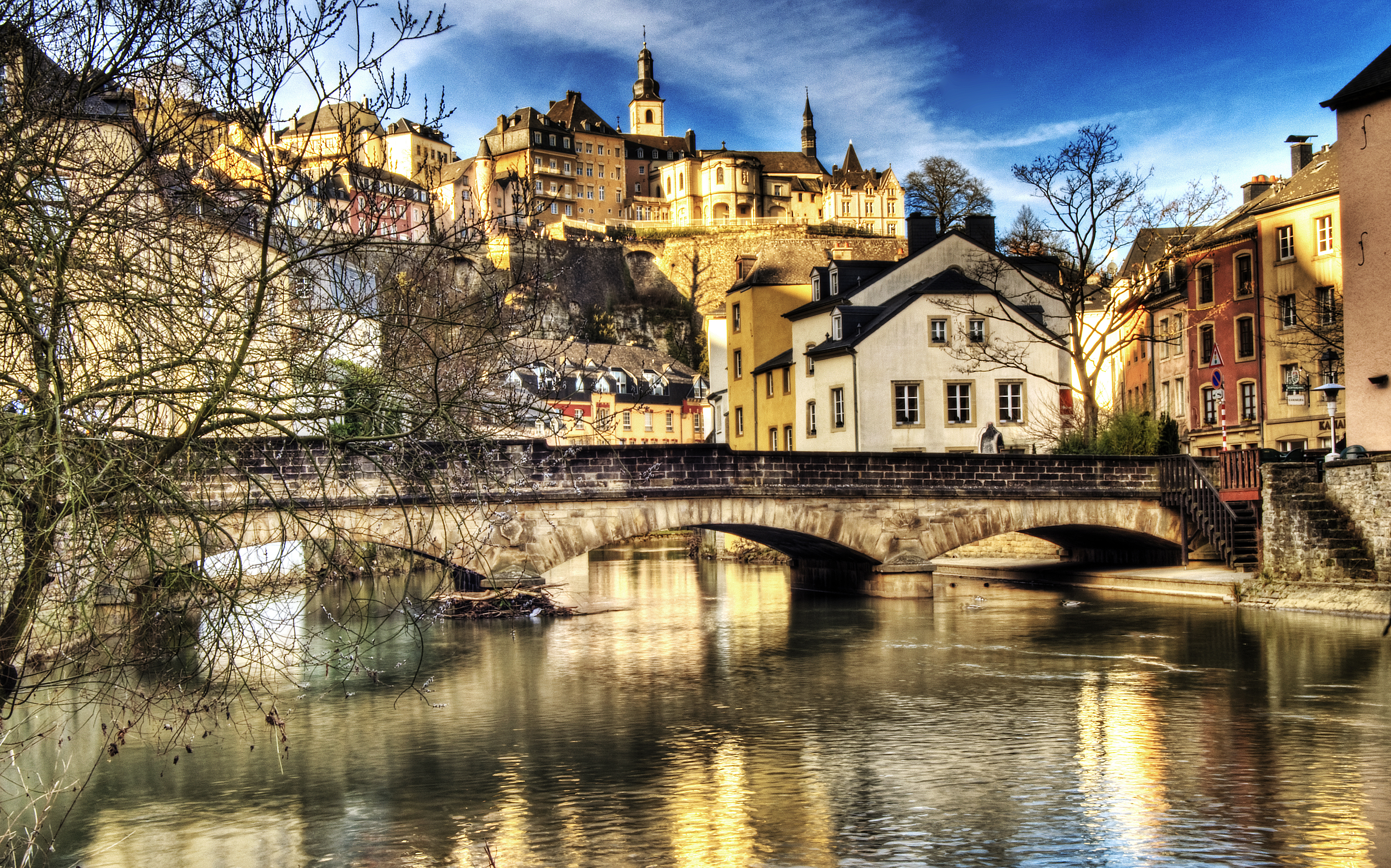
Brug over de Alzette
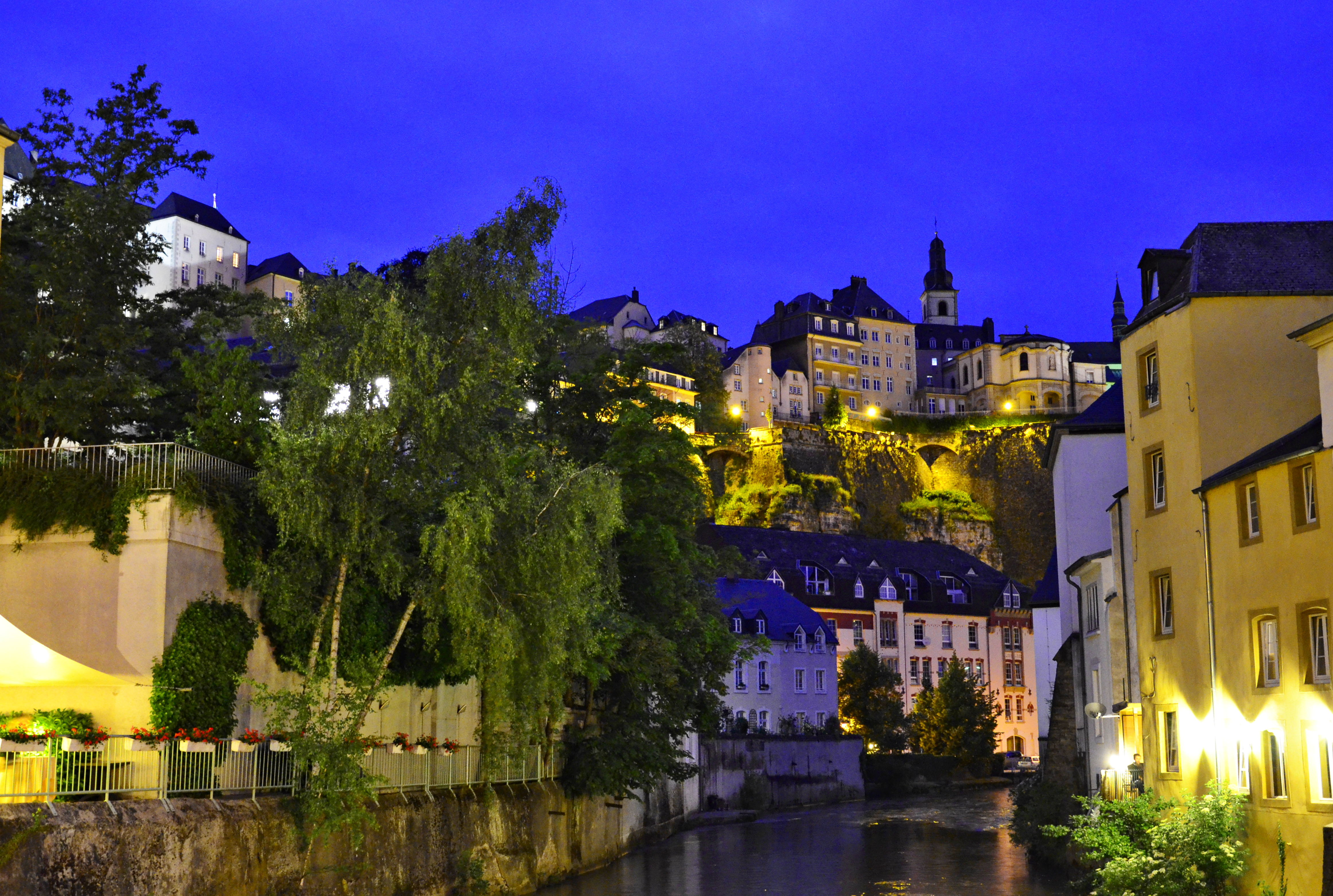
Zicht op Oberstadt vanaf de brug
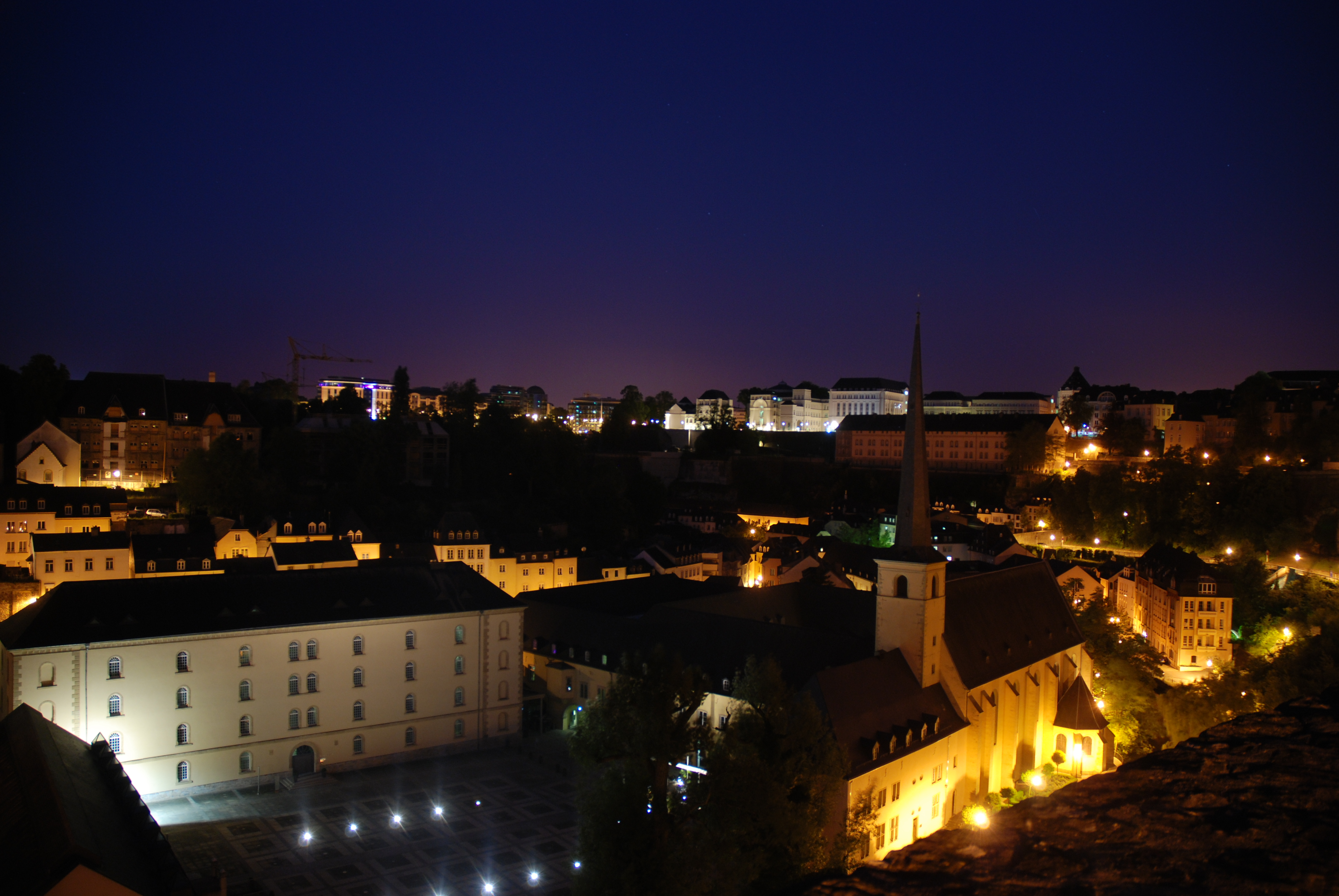
Kerk en oude gevangenis
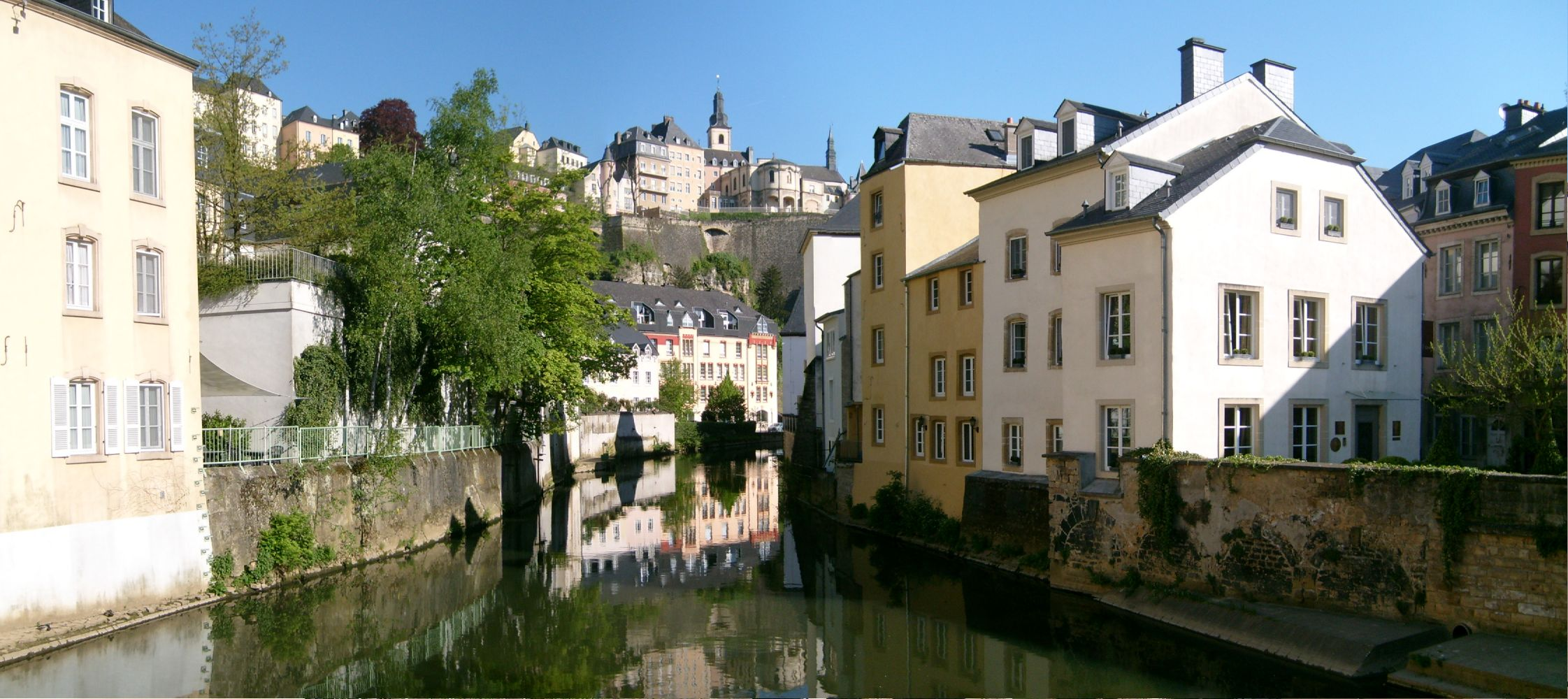
Panorama
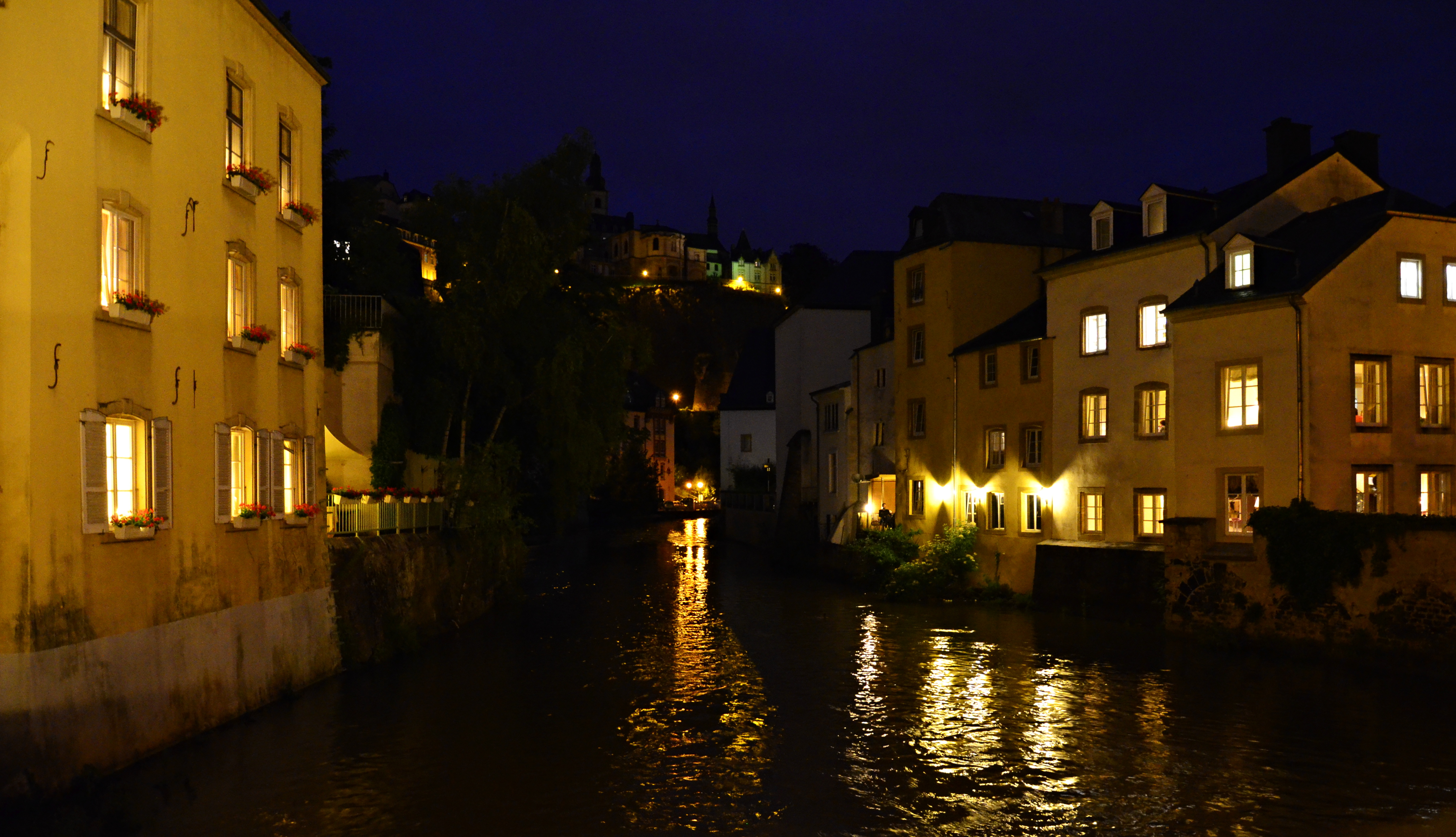
Gebouwen
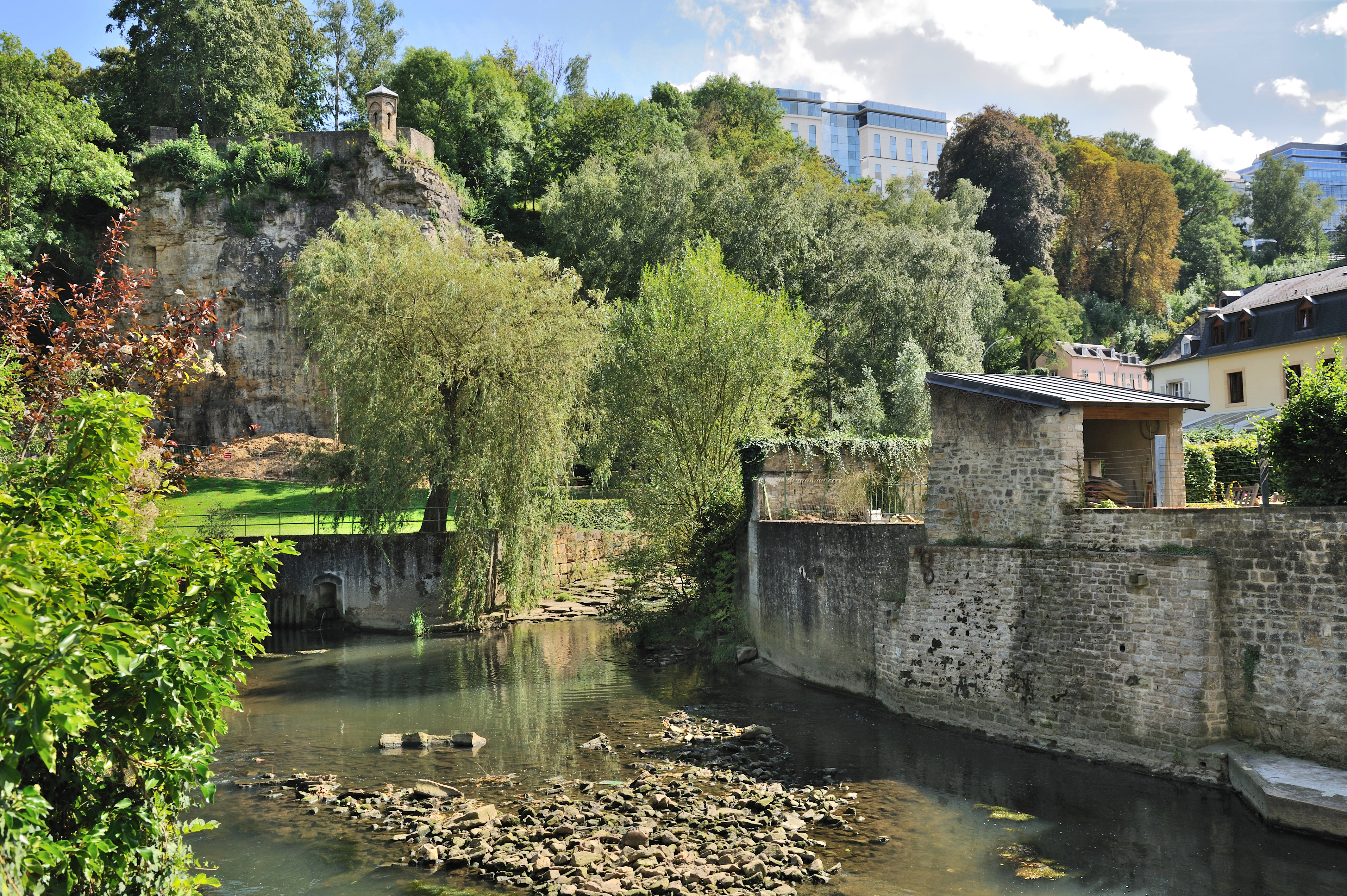
Samenvloeien van Alzette en Pétrusse

## Geboren
- Michel Jonas (1822-1884), advocaat en politicus
- Auguste van Werveke (1866-1927), architect
- Jean-Baptiste Wercollier (1868-1946), beeldhouwer
- Michel Runau (1874-1909), kunstschilder